# Mérk
Mérk è un comune dell'Ungheria di 2.328 abitanti (dati 2001). È situato nella contea di Szabolcs-Szatmár-Bereg.